# Партия народных социалистов
Трудова́я наро́дно-социалисти́ческая па́ртия (наро́дные социали́сты или эне́сы) — неонародническая партия городской интеллигенции, была создана в период революции 1905 года в Российской империи. Среди партий, близких к народникам, партия народных социалистов была единственной, исключившей террор как средство политической борьбы.

## История партии
В сентябре 1906 года вышел в свет 1-й, программный, выпуск бюллетеня партии — «Народно-социалистическое обозрение».
К ноябрю 1906 года организационный период формирования партии закончился и к 1907 года партия народных социалистов (энесов) насчитывала 56 местных организаций, в которых состояло около 2 тыс. членов. В подавляющем большинстве это была городская интеллигенция, земские служащие и незначительное число крестьян. Видными идеологами энесов являлись «левые» легальные народники, отвергавшие насильственные методы борьбы — профессора и публицисты А. В. Пешехонов, В. А. Мякотин, Н. Ф. Анненский, В. Г. Богораз, В. И. Семевский, С. Я. Елпатьевский, Ф. Д. Крюков.
В апреле 1907 года состоялась 1-я конференция энесов. Программа партии предусматривала особый путь к социализму, минуя капитализм, базируясь на общинных началах. Во вторую Думу энесам удалось провести 14 депутатов и образовать свою фракцию (к моменту роспуска Думы фракция насчитывала 18 человек). Депутатами фракции были В. В. Волк-Карачевский (председатель фракции), Н. В. Алашеев и другие. Однако после третьеиюньского переворота 1907 года партия фактически перестала существовать.
Партия энесов возродилась после Февральской революции 1917 года. Партия поддерживала Временное правительство. 21-23 июня 1917 года на I съезде партии энесы объединились с трудовиками. В состав объединённого ЦК вошли бывший председатель трудовиков В. И. Дзюбинский, А. В. Пешехонов, В. А. Мякотин (председатель), С. П. Мельгунов, А. Д. Демьянович, Н. П. Огановский, А. Б. Петрищев и др. На съезде была принята программа объединённой партии. Официальным органом энесов стала газета «Народное слово». В 1918 году партия прекратила своё существование.